# オリスルートの銀の小枝
『オリスルートの銀の小枝』（おりするーとのぎんのこえだ）は、紫堂恭子による日本のファンタジー漫画作品。角川書店「月刊ファンタジーDX」に1995年より1997年まで連載された。コミックスはあすかコミックスDXのレーベルで全4巻。

## あらすじ
魔術国ラバンサラと大国カラマスルートの国境にある小国オリスルート。200年前、ラバンサラとカラマスルートの紛争を解決するために建国された小国は、現在では国を問わず様々な問題を解決する「金枝の使者」を世界中に送り出していた。
未来の金枝の使者を育成するシルヴァン学院で学ぶ少年アリアンと、同級生である青年フェンネルとヴィンセンスは、学院長から「銀の小枝」のブローチと使命を授けられる。授かった使命とは、ラバンサラにいるロスマリン姫を学院へ案内すること。しかし「ラバンサラのロスマリン姫」は、300年前に様々な悪行を成した妖女と同じ名だった。目的地でロスマリン姫を探すうち、アリアンは300年前に処刑されたロスマリン姫の霊に乗り移られてしまう。

## 登場人物
アリアン・フォレスト
主人公。オリスルート出身の15歳の少年。見かけは小柄で少女っぽいが、非常にガサツで食欲旺盛。勉強が苦手なお調子者で、どんな状況にもすぐに順応し、またどんな状況でも決して希望を捨てない強さを持ち合わせる。庶民生まれの庶民育ち、6人兄弟の末っ子。
ヴィンセンス・ガードナー
カラマスルート出身の青年。厳格な官僚の一人息子で、非常に生真面目で堅苦しい性格。成績優秀ながらも自分に驕らない努力家だが、女性は苦手。アリアンに振り回されることが多く、よく口喧嘩しているが、心の底ではアリアンを認め大切に思っている。学院の女生徒によると「基準ラインをクリア」している、そこそこの美形。
フェンネル・ロー・サイプレス
ラバンサラ出身の17歳の青年。歴史ある名家サイプレス家の一人息子で、勉強も運動も料理もそつなくこなす、穏やかで人当たりの良い超美青年。しかし友人たちの前ではさらりと毒舌を放つことも。常に冷静で理性的で、完全無欠のようだが、18歳の誕生日が近づいたことで、とある秘密が明らかになる。姉が二人いる。
学院長
生徒をあたたかく見守る良き老人だが、生徒が問題を起こすのを愉しみにしている節がある。が、アリアンには「脳卒中になりそう」なほど頭を痛めることが多い。かつて超一流の金枝の使者として辣腕を振るった人物で、フェンネルの祖母クラレンスとは旧知の仲。
クラレンス
フェンネルの祖母で、史上初の女性の金枝の使者。使者を勤めた10年の間に様々な功績を成し遂げ、生きた伝説として知られている。非常に若作りで、行動力に優れる即断即決の人。
ロスマリン姫
非常に長い金髪を持つ絶世の美少女の霊。300年前に時のラバンサラ王の寵愛を受け、様々な悪行を成したため妖女として火刑に処された。人に乗り移る魔術（アート）を使う。
仮面の王
かつてラバンサラを騒乱に陥れた悪霊。長い間封じられていたが復活し、密かに活動を始める。心の傷や闇を利用して人を操る「黒魔術（ブラック・アート）」を使う。
オリアス・フレイ
二人一組の金枝の使者「オリアス」の1人である青年。天候や病気などをコントロールする「白魔術（ホワイト・アート）」の家系の出身で、魔術研究の第一人者。仮面の王の復活を知り、再び封じるべく奔走する。
ディアナ・オリアス
二人一組の金枝の使者「オリアス」の1人である女性。フレイの従姉妹で幼馴染。パートナーであるフレイとは相思相愛の仲だが、フレイが彼女を大切に思うあまり何でも一人で背負い込んでしまうのを不満に思っている。

## 背景世界

### 金枝の使者
シルヴァン学院の卒業生で、様々な問題を解決するために世界各地に派遣される使者。卒業生に与えられる樫の枝を模した金のブローチから「金枝の使者」と称される。

### シルヴァン学院
200年前、ラバンサラとカラマスルートの国境地帯に、二国間の紛争を解決する人材を育成するために創設された学校。現在では二国間に限らず、世界中の様々な問題を解決する人材の育成を目的としている。元々は男子校だったが、ここ10数年の間に女子部も設けられた。
生徒の級は「下級生」「上級生」「最上級生」の3段階に分かれており、成績に応じて随時進級するシステムになっている。進級には普通2～3年を要するとされるが、成績優秀であれば1年でも進級できるため修学年数は特に決まっておらず、○○年生と呼ばれることはない。
下級生は教授の指導下で、金枝の使者に必要な知識や技術の基礎を学ぶ。その分野は歴史、地理、数学、化学、文学、語学と言った学問的知識から、礼儀作法や剣術などの実用的な技術まで、非常に幅広い。
上級生は教授の指導から離れ、それぞれの才能や希望に応じた課題や任務をこなすことになる。
最上級生は卒業生（金枝の使者）のアシスタントを務める。
なお学院は、金枝の使者の活動拠点にもなっており、学院長が金枝の使者に調査を指示したり、金枝の使者が過去解決した様々な問題の報告書が保存されたりしている。

## 魔術（アート）
ラバンサラで、領主が領地を治めるために使う魔術。天候を操って領地に実りをもたらしたり、病気を癒して領民を疫病から救う「白魔術（ホワイト・アート）」と、人の心を操り支配する「黒魔術（ブラック・アート）」がある。

## 既刊一覧
あすかコミックスDX 角川書店(発売日はより)
1. 1995年12月1日(1995年11月29日発売) ISBN 4-04-852632-4
2. 1996年10月1日(1996年9月27日発売) ISBN 4-04-852738-X
3. 1997年4月1日(1997年4月7日発売) ISBN 4-04-852798-3
4. 1997年8月1日(1997年8月1日発売) ISBN 4-04-852851-3

## イメージアルバム
- 「オリスルートの銀の小枝」イメージアルバム ポリスター （1996年4月）
  1. ドラマ第1話
  2. ドラマ第2話
  3. ドラマ第3話
  4. ドラマ第4話
  5. ドラマ第5話
  6. ドラマ第6話
  7. Poudre d'or
  8. Gambades
  9. クラリネット五重奏曲イ長調K.581 アレグロ
  10. クラリネット五重奏曲イ長調K.581 ラルゲット
  11. クライング・ハート （歌：うめだひろかず）

声の出演
アリアン - 永島由子
フェンネル - 太田真一郎
ヴィンセンス - 林延年
ロスマリン姫 - 新山志保
ゴラール師 - 増谷康紀
少年 - 中井和哉
村人 - 稲田徹
学院長 - 掛川裕彦
  - 脚本 - 井上美保子